# Prorektor
Prorektor ist an deutschen Hochschulen und Universitäten mit Rektoratsverfassung der Titel des oder der Stellvertreter des Rektors mit eigenem Geschäftsbereich innerhalb des Rektorats. Bei mehreren Prorektoren wird die Reihenfolge der Vertretung innerhalb des Rektorats festgelegt. Universitäten mit Präsidialverfassung verwenden statt Prorektor die Bezeichnung Vizepräsident, in Bremen wird die Bezeichnung Konrektor verwendet, in Österreich Vizerektor, in der Schweiz sind sowohl Prorektor als auch Vizerektor und Vizepräsident gebräuchlich.
Wie der Rektor werden auch die Prorektoren regelmäßig von den Hochschulgremien aus den Reihen der Hochschullehrer gewählt. Selten kommt es vor, dass auch aus den Reihen der Mitarbeiter, vereinzelt auch aus den Reihen der Studierenden ein Prorektor gewählt wird. Meist haben die Prorektoren bestimmte Aufgabengebiete, häufig anzutreffen sind die Bezeichnungen Prorektor für Lehre sowie Prorektor für Forschung.
In den deutschen Monarchien stand der Prorektor in der Regel an der Spitze der Universität und führte die Geschäfte. Die Rektoratswürde lag in der Mehrzahl der Fälle beim Landesfürsten.
Der Titel Prorektor ist nicht mit dem Titel Prärektor zu verwechseln. Letzterer bezeichnet einen neu gewählten Rektor, der sein Amt noch nicht angetreten hat.